# Sascha H. Wagner
Sascha H. Wagner, né le 23 mai 1980 à Essen, est un homme politique allemand. Membre de Die Linke, il est député du Bundestag.

## Biographie
Sascha H. Wagner, né le 23 mai 1980 à Essen, est membre de Die Linke et député du Bundestag.